# Ella Holm Bull
Ella Holm Bull (* 12. Oktober 1929 in Røyrvik, Norwegen als Ella Joma; † 21. September 2006 in Snåsa) war eine norwegisch-samische Autorin, Lehrerin, Übersetzerin und Sprachreformatorin, die vor allem für ihren langjährigen Einsatz für die südsamische Sprache bekannt wurde.

## Leben
Ella Holm Bull wurde 1929 als Tochter von Anna Sofie Johnsen Steinfjell (1904–1974) und Nils Pedersen Joma (1905–1948) im ostnorwegischen Raarvihke (norwegisch Røyrvik) geboren. Im Sommer 1948 verlor sie ihren Vater, drei Onkel und zwei Tanten beim Dunderlandsdal-Unglück. 1953 heiratete sie Nils Holm Bull (1929–2003) aus Røros. Im Jahr 1954 schloss sie ihre Lehrerausbildung an der Hochschule Nesna ab und studierte 1964 im Grundfach Samisch an der Universität Oslo.
1968 trat sie eine Lehrerstelle an der neu gegründeten „Südsamischen Schule“ (südsamisch Åarjel-saemiej skuvle) in Snåsa an. Gemeinsam mit Knut Bergsland arbeitete sie 1974 die sogenannte „Bergsland-Bull-Rechtschreibung“ aus, eine Orthographie für die südsamische Sprache.
Bei der im Herbst 1989 abgehaltenen ersten norwegischen Sametingswahl wurde Bull ins Sameting gewählt. Sie war als Spitzenkandidatin einer südsamischen Liste im südsamischen Wahlkreis angetreten und schloss sich der Fraktion des Norske Samers Riksforbund an. Nach der Wahl wurde sie Mitglied im Sametingsråd, dem Vorstand des Parlaments. Sie war bis 1993 Abgeordnete im Parlament. Als Ella Holm Bull 2006 starb, hinterließ sie ein unvollendetes Werk über die samische Geschichte von Røyrvik und dem Umland.

## Werke

### Bibliografie
- Lohkede Saemien, südsamisches Lehrbuch, verfasst zusammen mit Knut Bergsland, 1974.
- Åarjel-saemien Voestes gærja, 1982.
- Brorke, 1984.
- Suhtjegh, 1984.
- Tsååbpe-niejlen jih Tsååbpe-baernien bijre, 1984.
- Ovmese veareldh, 1985.
- Åarjel-saemien Nealjede gærja, 1986.
- Åarjel-saemien Nubpie gærja, 1986.
- Åarjel-saemien Vijhtede gærja, 1986.
- Åarjel-saemien Gåalmede gærja, 1987.
- Manne joe maahtam lohkedh, 1989.
- Jielije saemien, 1996.
- Ov-messie darjomes, 2000.
- Dejpeladtje muvhth vätnoeh jih vuekieh, 2001.

Lyrik (Anthologie im Original und deutscher Übersetzung)
- Worte verschwinden / fliegen / zum blauen Licht : Samische Lyrik von Joik bis Rap. In: Johanna Domokos, Christine Schlosser, Michael Rießler (Hrsg.): Samica. Band 4. Albert-Ludwigs-Universität Freiburg, Freiburg 2019, ISBN 978-3-9816835-3-0, S. 132–135.

### Diskografie
Holm Bull veröffentlichte bei dem norwegischen Musikverlag Iđut zwei Alben.
- Jåvle-Laavlomh, Weihnachtslieder, 1996.
- Laavlomh-Maanide, Kinderlieder, 1997.

## Preise und Auszeichnungen
- 1976: Übersetzerpreis des Kinder- und Jugendpreises des Kulturdepartements für ihre Übersetzung des Buches Jakob og Joakim ins südsamische.
- 1982: Volkskulturpreis von Nord-Trøndelag. Sie war die erste Person, welche diesen Preis erhielt.
- 1988: Königliche Verdienstmedaille in Gold, als zweite samische Person in der Geschichte
- 1996: Jahrespreis des Samenrates.
- 2004: Gollegiella-Preis, der erste norwegische samische Sprachpreis.[8]